# 埃斯特波纳
埃斯特波纳，是西班牙安达卢西亚自治区马拉加省的一个市镇。 总面积137平方公里，总人口43109人（2001年），人口密度315人/平方公里。